# Franz Kuhschmalz
Franz Kuhschmalz (auch Franz Resel, Franz Kuhschmalz von Ermland; † 10. Juni 1457 in Breslau) war von 1424 bis 1457 Fürstbischof von Ermland und von 1455 bis 1457 Weihbischof in Breslau.

## Leben
Franz Kuhschmalz, dessen Eltern aus Schlesien nach Ermland eingewandert sind und vermutlich aus Kuhschmalz im Fürstentum Neisse stammten, wurde vielleicht schon in Ermland geboren. Er selbst nannte sich jedenfalls zunächst Franz Resel, was wahrscheinlich auf seinen Geburtsort Rößel verweist.
Er studierte in Leipzig, wo er den akademischen Grad eines Baccalaureus erwarb. Es ist nicht bekannt, wann er zum Priester geweiht wurde. 1412 war er an der Juristischen Fakultät der Karlsuniversität Prag immatrikuliert und 1414 oder 1415 promovierte er in Wien zum Doktor der Rechte. Anschließend war er Privatsekretär des Hochmeisters Michael Küchmeister. Beim Konzil von Konstanz gehörte er einer Gesandtschaft an, die die Rechte des Deutschen Ordens gegenüber den Ansprüchen des polnischen Königs Władysław II. Jagiełło vertreten sollte. Seit 1418 hielt er sich wieder im Deutschordensstaat auf. 1419 wurde er Domherr von Dorpat und 1420 Dompropst am Frauenburger Dom.
Nach dem Tod des ermländischen Bischofs Johannes Abezier wählte das Domkapitel am 13. Februar 1424 Franz Kuhschmalz einstimmig zu dessen Nachfolger. Nach der päpstlichen Bestätigung vom 8. April d. J. wurde er Ende Juli in der Stadtpfarrkirche von Heilsberg in Anwesenheit des Hochmeisters zum Bischof geweiht. Die Konsekration erfolgte durch Johann Marienau von Kulm und Gerhard Stolpmann von Pomesanien. Bald nach der Weihe berief er K. Petrus Steinbutt zu seinem Offizial. 1427 nahm er für seinen Sprengel die neue Landesordnung des Ordenslandes an, ergänzte sie jedoch um einige Artikel, die den Dienst der Prußen regelten. Im selben Jahr wurde auf seinen Vorschlag in Elbing eine Synode der Kirchenprovinz Riga abgehalten. 1437/38 nahm er im Auftrag des Rigaer Erzbischofs Henning Scharpenberg am Konzil von Basel teil. In seinem Bistum veranlasste er eine Visitation, deren Ergebnisse 1444 bekannt gemacht wurden. Darin werden neben Prußen und Deutschen erstmals auch Polen genannt. Es waren Siedler aus Masowien, die nach den Verwüstungen der vorausgegangenen Kriege in größerer Anzahl ins Land geholt wurden. 1449 hielt er in Heilsberg eine Synode ab, die vor allem das sittenlose Leben des Klerus anprangerte. Außerdem fasste sie den Beschluss, dass die Pfarrer in Gemeinden mit deutscher und prußischer Bevölkerung sich einen einheimischen (also prußischen) Kaplan halten sollten. Wo dies nicht möglich war, sollte für die Predigten ein Dolmetscher eingesetzt werden. Bereits um die Mitte des 14. Jahrhunderts war im Heilsberger Schloss eine Schule für zwölf Knaben gegründet worden, die den prußischen Klerus ausbilden sollte. Sie ging während der Amtszeit des Franz Kuhschmalz wegen des Dreizehnjährigen Kriegs nach 1454 ein.
Auch als Bischof beriet Franz Kuhschmalz politisch und juristisch weiterhin die Hochmeister, für die er auch diplomatische Dienste übernahm. Er war ein führender Vertreter der Politik des Deutschen Ordens, die gegen die Stände gerichtet war. Diese schlossen sich 1440 im Preußischen Bund zusammen. Trotzdem wandte er sich gegen die Versuche des Hochmeisters Konrad von Erlichshausen, das ermländische Domkapitel dem Orden zu inkorporieren. 1453/54 führte er am Hof Kaiser Friedrichs III. den Prozess gegen den Preußischen Bund, der noch vor der Rückkehr des Bischofs den Krieg gegen den Deutschen Orden begann. Da sich der Aufruhr auch in das Bistum Ermland ausbreitete, suchte Bischof Kuhschmalz Zuflucht in der Marienburg. Im Frühjahr 1455 floh er nach Breslau, zu dem er bereits Kontakte unterhielt. Bereits 1444 nach der Resignation des Bischofs Konrad von Oels war er vom Breslauer Domkapitel als dessen Nachfolger ausersehen worden, lehnte jedoch ab. Während seines Breslauer Exils wurden ihm unter Bischof Peter II. Nowag zahlreiche weihbischöfliche Handlungen übertragen. Überliefert sind u. a. am 28. September 1455 die Weihe der von Johannes Capistranus gegründeten Kirche zu St. Bernhardin, in der er Weihnachten 1455 zweimal ein Pontifikalamt hielt. Er starb am 10. Juni 1457 in Breslau. Sein Leichnam wurde im Breslauer Dom beigesetzt.